# Резедівка
Резе́дівка — село в Україні, у Запорізькому районі Запорізької області. Входить до складу Павлівської сільської громади. 
Площа села — 43,9 га. Кількість дворів — 20. Населення станом на 1 січня 2007 року складало 42 особи. 

## Географія
Село Резедівка розташоване за 35 км від обласного центру, за 10 км від колишнього районного центру міста Вільнянська, за 1 км від села Значкове та за 1,5 км від села Задорожнє. Поруч проходять автошлях національного значення Н15 (Запоріжжя — Донецьк) та залізниця, пасажирський зупинний пункт Значкове (за 1 км).

## Історія
Село Резедівка засноване 1870 року, як хутір Андріївський.
7 (20) листопада 1917 року, відповідно до Третього Універсалу Української Центральної Ради, увійшло до складу Української Народної Республіки.
У 1932—1933 селяни пережили сталінський геноцид.
З 24 серпня 1991 року село входить до складу незалежної України.
До 2016 року входило до складу Павлівської сільської ради.
12 червня 2020 року, відповідно до розпорядження Кабінету Міністрів України № 713-р «Про визначення адміністративних центрів та затвердження територій територіальних громад Запорізької області», село увійшло до складу Павлівської сільської територіальної громади.
19 липня 2020 року, в результаті адміністративно-територіальної реформи та ліквідації Вільнянського району, село увійшло до складу новоутвореного Запорізького району.

## Населення

### Мова
Розподіл населення за рідною мовою за даними перепису 2001 року:
| Мова       | Кількість | Відсоток |
| ---------- | --------- | -------- |
| українська | 45        | 84.91%   |
| російська  | 8         | 15.09%   |
| Усього     | 53        | 100%     |